# Gemel Peaks
Die Gemel Peaks (englisch für Zwillingsspitzen) sind zwei rund 100 m hohe Berge auf King George Island im Archipel der Südlichen Shetlandinseln. Sie ragen 2,1 km nordöstlich des Horatio Stump auf der Fildes-Halbinsel auf.
Wissenschaftler der britischen Discovery Investigations kartierten sie 1935 und benannten sie als Twin Peaks. Zur Vermeidung von Verwechslungen entschied sich das UK Antarctic Place-Names Committee 1960 zu einer gleichbedeutenden Umbenennung.